# Daniele Portanova
Daniele Portanova (Rome, 17 december 1978) is een Italiaans voormalig voetballer die doorgaans speelde als centraal verdediger. Tussen 1997 en 2017 speelde hij voor diverse clubs in Italië, voornamelijk voor Siena en Bologna.

## Clubcarrière
Portanova speelde lang in de marges van het Italiaanse voetbal, toen hij nog geen vaste rol had bij een grotere club, maar speelde voor Fermana, Genoa, Avellino en Messina. In 2003 verkaste de verdediger naar Napoli, waar hij wel een vaste waarde was. Na één jaar nam Siena hem over en gedurende vijf jaar speelde Portanova meer dan honderdvijftig duels in de verdediging van de club. Tussen 2009 en 2012 was de verdediger vervolgens actief namens Bologna. Op 30 januari 2013 werd hij overgenomen door Genoa, waar hij een contract voor drieënhalf jaar ondertekende. Na anderhalf jaar verliet Portanova Genoa al en hij ging nog een jaar spelen voor Siena. In 2017 zette hij een punt achter zijn carrière.